# Primeira Emenda à Constituição dos Estados Unidos
A Primeira Emenda (Amendment I) da Constituição dos Estados Unidos, adotada em 15 de dezembro de 1791, é uma parte da Declaração dos Direitos dos Estados Unidos. 

## Visão geral
Ela impede, textualmente, ao Congresso americano de infringir seis direitos fundamentais. O Congresso passa a ser impedido de:
- Estabelecer uma religião oficial ou dar preferência a uma dada religião (a "Establishment Clause" da primeira emenda, que institui a separação entre a Igreja e o Estado)
- Proibir o livre exercício da religião;
- Limitar a liberdade de expressão;
- Limitar a liberdade de imprensa;
- Limitar o direito de livre associação pacífica;
- Limitar o direito de fazer petições ao governo com o intuito de reparar agravos;

A Primeira Emenda apenas desautoriza explicitamente o Congresso a respeito destes pontos. Contudo, ao longo do tempo, os tribunais asseguraram a extensão destas premissas a qualquer ramo do poder judicial e executivo. O Supremo Tribunal dos Estados Unidos da América assegurou que a Décima Quarta Emenda à Constituição dos Estados Unidos incorporasse a primeira emenda contra qualquer ação dos estados em particular.
Embora a Primeira Emenda se aplique apenas a atores estatais, há um equívoco comum de que proíbe qualquer pessoa de limitar a liberdade de expressão, incluindo entidades privadas não governamentais.

## Texto da Primeira Emenda
| “ | O congresso não deverá fazer qualquer lei a respeito de um estabelecimento de religião, ou proibir o seu livre exercício; ou restringindo a liberdade de discurso, ou da imprensa; ou o direito das pessoas de se reunirem pacificamente, e de fazerem pedidos ao governo para que sejam feitas reparações de queixas. | ” |